# Fantasie und Fuge c-Moll BWV 537
Fantasie und Fuge c-Moll, BWV 537, ist ein Orgelstück von Johann Sebastian Bach.

## Entstehung
Die genaue Entstehungszeit ist unbekannt. Man vermutet sie in Bachs Leipziger Zeit, eventuell schon in seinen späteren Weimarer Jahren.
Das Werk ist nur in einer Abschrift aus den Händen von Johann Tobias und Johann Ludwig Krebs überliefert, datiert auf 1751. Von Vater Krebs sind die Fantasie und der erste Teil der Fuge bis Takt 89 geschrieben worden, von seinem Sohn der Schluss der Fuge. Bestimmte satztechnische Details haben zu einer Diskussion darüber geführt, ob der Schluss ab Takt 89 tatsächlich von Bach stammt, ob also J. L. Krebs den Schlussteil nur abgeschrieben oder einen hier abbrechenden Autographen selbständig ergänzt hat. Keine der beiden Möglichkeiten konnte bisher belegt werden.

## Form und Satztechnik

### Fantasie
Die Fantasie ist konsequent vierstimmig und hat im Wesentlichen eine zweiteilige Form A-B-A-B. Daran schließt sich noch ein Halbschluss in Form einer phrygischen Kadenz an, der das Stück zur Fuge hin öffnet. Ein solcher Halbschluss am Ende ist für langsame Sätze barocker Sonaten typisch, aber in einem Bachschen Satzpaar „Präludium/Toccata/Fantasie und Fuge“ hier zum einzigen Mal verwendet. Dieser singuläre Satzschluss, sowie die Tatsache, dass das Stück aufgrund seines Charakters und seiner Gestaltung nicht zur Ausführung in einer organo-pleno-Registrierung geeignet ist, könnten Gründe für Bach gewesen sein, den Titel „Fantasia“ an Stelle von „Präludium“ zu wählen.
Das Stück beginnt mit einem Tonika-Orgelpunkt im Pedal, der erste B-Abschnitt endet mit einer hemiolischen Kadenz zur Dominante. Im zweiten Teil ist es umgekehrt: er beginnt mit einem Dominant-Orgelpunkt, am Ende steht eine wieder hemiolische Kadenz zur Tonika. Die Abschnitte A und B arbeiten mit je einem kurzen Thema, das sie imitieren, engführen und (im zweiten B-Teil) auch umkehren. Das Thema der A-Teile, beginnend mit der aufsteigenden Sexte, ist der Figur der exclamatio zuzuordnen, das Thema der B-Abschnitte verwirklicht mit den charakteristischen „seufzenden“ fallenden Achtelpaaren eine suspiratio-Figur.

### Fuge
Die ebenfalls vierstimmige Fuge im Alla-breve-Takt ist in einer dreiteiligen Form komponiert, der dritte Teil ist ein verkürztes Da Capo des ersten Teils. Sie wird daher oft mit der Fuge e-Moll aus BWV 548 verglichen, die eine strenge, vollständige Da-Capo-Form verwirklicht. Rahmenteile und Mittelteil verwenden verschiedene Themen.
Das Thema der Rahmenteile hat eine Gestalt, die für Moll-Themen der Epoche absolut stiltypisch ist und in vielen weiteren Werken Bachs die Grundstruktur bildet: erst wird der Quintrahmens aus 1. und 5. Tonleiterstufe etabliert, und auf dessen Überschreiten mit dem Aufstieg zur kleinen Sexte folgt ein Fall in den Leitton, so dass der Tonumfang des Themas eine verminderte Septime bildet. In der Literatur wird eine konkrete Verwandtschaft mit einem Thema aus Matthesons Der vollkommene Capellmeister diskutiert, dieser Zusammenhang aber zumeist als nicht zwingend bewertet.
Der mittlere Abschnitt arbeitet mit zwei kontrastierenden Gestalten: einem chromatischen Thema, das ricercar-artig in Halben Noten den Raum einer Quarte aufwärts durchschreitet, und einem figurierten Thema aus Achtelnoten.
Zwar kommt es zu keiner Kombination der vollständigen Themen aus Rahmen und Mittelteil im Sinne einer Doppel- oder Tripelfuge, aber dennoch gibt es eine Verbindung, denn das Hauptmotiv des Achtelthemas wird bereits im 1. Abschnitt eingeführt und zur Kontrapunktierung auch dessen Hauptthemas verwendet.

## Rezeption
Das Stück wurde 1845 in Band III der Ausgabe von Bachs Orgelwerken bei Peters durch F. C. Griepenkerl und F. Roitsch zum ersten Mal veröffentlicht. Griepenkerl verweist im Vorwort darauf, dass die einzige vorhandene Abschrift aus dem Nachlass von J. L. Krebs nur durch die „Intervention des Herrn Hoforganisten Reichardt in Altenburg“ vor der Vernichtung gerettet wurde, und empfiehlt das Stück als „dieses bis jetzt fast unbekannte Werk, das zu den vortrefflichsten gehört, die sich von J. S. Bach noch vorfinden“.
1867 erschien das Stück auch in der Gesamtausgabe der Bach-Gesellschaft Leipzig, dort wurde der 1. Satz als „Präludium (Fantasia)“ bezeichnet.
Das Stück wurde von Edward Elgar für eine große sinfonische Orchesterbesetzung bearbeitet. Der Plan dazu entstand 1920 in einer Absprache Elgars mit seinem befreundeten Kollegen Richard Strauss: dieser sollte die Fantasie instrumentieren, während Elgar selbst die Bearbeitung der Fuge übernahm. Da Strauss den Plan aber nicht umsetzte, entschloss Elgar sich dazu, nach der 1921 fertiggestellten Fuge auch noch die Fantasie selbst einzurichten. Die gesamte Bearbeitung wurde 1922 als Elgars op. 86 in Gloucester uraufgeführt.